# Lesbie
Lesbie (latinsky: Lesbia) je literární pseudonym, který použil římský neóterický básník Gaius Valerius Catullus k označení své milenky. Lesbie je předmětem série jeho básní, v nichž je možno spatřit širokou škálu emocí od lásky, přes zklamání až k hořké nenávisti. Postava Catullovy Lesbie inspirovala řadu umělců.

## Původ pseudonymu
Používání fiktivních jmen namísto těch reálných je v literárním prostředí poměrně běžné. Římští básníci měli ve zvyku dávat v básních svým milenkám přezdívky, často metricky shodné s jejich pravými jmény (Delia – Plania u Tibulla, Cynthia – Hostia u Propertia, Lesbia – Clodia u Catulla; každé z dívčích jmen tvoří daktyl). Že je jméno Lesbie pseudonym Catullovy milenky, se dozvídáme již od básníka Ovidia. Pseudonym odkazuje na řecký ostrov Lesbos, rodiště básnířky Sapfó, která byla Catullovým velkým vzorem.

## Identifikace
Kdo byl ale skutečným předobrazem této Lesbie, to bylo vždy předmětem diskuzí. Latinský řečník a filosof Apuleius ve svém díle Apologie zmiňuje, že za přezdívkou Lesbie se skrývá „nějaká Clodia“. Do jaké míry je tato informace založena na pravdě, nelze odhadnout, avšak na jejím základě se rozvinula teorie, že se jedná o zhruba deset let starší Clodii Metelli. Prvním, kdo navrhl tuto identifikaci, byl italský humanista Victorius. Clodia Metelli se narodila někdy před rokem 95 př. n. l. v patricijské rodině Claudiů, kteří vystupovali v Římě od jeho legendárních počátků až do konce republiky a patřili tak k několika předním rodům ovládajících římský společenský a politický život. Clodia byla nejspíš prostřední ze tří sester tribuna a Ciceronova protivníka Publia Clodia Pulchra a zároveň prostopášnou manželkou konzula Quinta Caecilia Metella. Údajně žila zhýralým životem a mimo jiné navštěvovala pitky pořádané muži, kteří jí byli docela cizí. Catullus neměl být jejím jediným milencem, a proto měl také jejich poměr trvat krátce.
Po smrti svého manžela roku 59 př. n . l. začala Clodia otevřeně podporovat politiku svého bratra P. Clodia Pulchra a udržovala milostný poměr s mladým řečníkem a politikem M. Caeliem Rufem, údajným Catullovým sokem v lásce. Caelius se s ní však v roce 56 př. n. l. rozešel. Následně se zapletl do politických intrik a byl obžalován z několika zločinů, mimo jiné z pokusu Clodii otrávit. Jejich vztah tak skončil roztržkou se soudní dohrou. Obhájcem M. Caelia Rufa nebyl nikdo jiný, než sám proslulý řečník Marcus Tullius Cicero. Ten měl na procesu jistě osobní zájem, neboť Caelius byl jeho oblíbencem a Clodiin bratr Clodius Pulcher zase největším politickým nepřítelem. Clodia u soudu vystoupila jako korunní svědek. Proces se uskutečnil v březnu roku 56 př. n. l. a Ciceronova obhajovací řeč, známá jako Pro Caelio, patří k jednomu z jeho nejslavnějších projevů. Podle něj byla Clodia vedena touhou pomstít se Caeliovi za to, že se s ní rozešel, a ve snaze zpochybnit její svědectví ji nařkl z incestu s bratrem a z vraždy manžela. Soud dopadl v Caeliův prospěch a byl nakonec osvobozen. Zdá se, že tato událost znamenala konec Clodiiny kariéry, neboť o ní nemáme další zmínky.

## Problémy identifikace
Z Catullových veršů, v nichž Lesbie vystupuje, se dá sestavit romantický příběh plný lásky, zrady a nenávisti. Od první nesmělé naděje a blaženosti, opětovaných citů, přes žárlivost, hádky, usmíření až k definitivnímu konci. Po staletí se filologové a historikové pokoušeli o rekonstrukci příběhu na základě informací extrahovaných ze samotného básníkova díla doplněných řadou nepřímých indicií. Clodia zprostředkovaná Ciceronovou řečí Pro Caelio proto ideálně zapadala do pozitivistického pohledu některých badatelů,[zdroj?] kteří se snažili v těchto básních vidět uzavřený cyklus. Nabízí se ovšem také varianta, že Lesbie nemusela mít nutně předlohu ve skutečné ženě, nebo jí mohlo být předlohou více žen, tak jak to známe od helénistických autorů. Může se také jednat o jinou skutečnou Clodii, například o některou ze sester Clodie Metelli. Skutečností ovšem zůstává, že žádný z Catullových současníků se o Clodii ve spojitosti s básníkovým jménem nezmiňuje.

## Ukázky básní o Lesbii
Originály textu převzaty z latinské mutace Wikizdrojů.
| „                                                         | Ille mi par esse deo uidetur, Ille, si fas est, superare diuos, Qui sedens aduersus identidem te Spectat et audit Dulce ridentem, misero quod omnis Eripit sensus mihi: […] | Sám sedět s tebou, sám s tvým sladkým smíchem, pohledem se tě dotýkat, a opět – sotva kdo z vás by, bohové, to všechno sílu měl strpět… Promiňte mi tu troufalost, vždyť mne to zbavuje smyslů, ubožáka, jen tě, Lesbie, okem zhlédnu – nevím kudy kam – – – | “ |
| — Catullus, začátek básně č. 51, přeložila Dana Svobodová | | |   |

| „                                               | Odi et amo. Quare id faciam fortasse requiris. Nescio, sed fieri sentio et excrucior. | Nenávidím a miluji. Proč? – tak možná se tážeš. Nevím, leč, že je to tak, cítím a mučím se tím. | “ |
| — Catullus, báseň č. 85, přeložil Josef Stáhlík |                                                                                       |                                                                                                 |   |

| „                                                 | Huc est mens deducta tua mea, Lesbia, culpa, Atque ita se officio perdidit ipsa suo, Vt iam nec bene uelle queat tibi, si optuma fias, Nec desistere amare, omnia si facias. | Takhle jsem skončil, Lesbie milá… A jenom tys to zavinila, že si má duše dala mat: Změň se v ideál – štěstí přát ti už nedokážu; kdyby ses na hlavu stavěla – milovat musím tě dál… | “ |
| — Catullus, báseň č. 75, přeložila Dana Svobodová | | |   |

| „                                            | Caeli, Lesbia nostra, Lesbia illa, Illa Lesbia, quam Catullus unam Plus quam se atque suos amauit omnes, Nunc in quadriuiis et angiportis Glubit magnanimi Remi nepotes. | Caelie, slyšíš – naše Lesbie, má Lesbie, ta, kterou jsem měl rád víc nežli sebe – ta teď nastaví za prachy kdekomu a potomkům chrabrého Rema ždímá pohlaví! | “ |
| — Catullus, báseň č. 58, přeložil Jiří Žáček | | |   |